# Auménancourt
Auménancourt település Franciaországban, Marne megyében. Lakosainak száma 1118 fő (2022. január 1.). Auménancourt Orainville, Pignicourt, Brienne-sur-Aisne, Poilcourt-Sydney, Brimont, Saint-Étienne-sur-Suippe és Bourgogne-Fresne községekkel határos.

## Népesség
A település népességének változása:
| Lakosok száma | 981  | 1007 | 1036 | 1048 | 1065 | 1074 | 1093 | 1106 | 1118 |
|               | 2013 | 2015 | 2016 | 2017 | 2018 | 2019 | 2020 | 2021 | 2022 |